# Tibád Antal
Tibád Antal (Kadicsfalva, Udvarhely megye, 1843. – Budapest, 1902. február 1.) alispán, belügyminisztériumi államtitkár, közigazgatási bíró, országgyűlési képviselő.

## Élete
Kadicsfalván született nemes lófő-székely családból. Tibold Antal és Nagy Borbála fia. Az udvarhelyi, azután a marosvásárhelyi gimnáziumban tanult. Vagyonos édesatyja a budapesti egyetemre küldte jogot hallgatni. Még a kiegyezés előtt elvégezte a jogi pályát és haza kerülvén, ügyvédsegéd lett Udvarhelyen. Vármegyéje 1867-ben alügyésszé, 1868-ban főjegyzővé, 1869-ben kollegiális (kerületi) alkirálybíróvá választotta; 1872-ben nevezték ki, az új szervezés idején, királyi törvényszéki bírónak; de a nagytehetségű ifjú már akkor a Deák-párt jelöltje lévén, megmaradt az alkirálybírói állásban. 1873-ban a kolerajárvány alkalmával kifejtett buzgóságáért legfelsőbb elismerésben részesült. 1875-ben Udvarhely megye székelyudvarhelyi kerülete választotta meg képviselőjévé és azon időtől fogva állandó tagja, 1881-től 1889-ig egyszersmind jegyzője volt a képviselőháznak. Mint a közigazgatósági bizottság előadója, számos törvényjavaslat megokolása az ő műve volt. Részt vett 1880-ban a közigazgatósági ankétban mint előadó és ő dolgozta ki a közigazgatósági bíróságról szóló törvényjavaslatot. Tisza Kálmán kormányelnöksége idején, 1889-ben Teleki Géza gróf belügyminisztersége alatt államtitkárrá nevezték ki és az első közigazgatósági reformjavaslatokat miniszterével együtt ő dolgozta ki. Gróf Telekivel együtt leköszönvén, Szapáry Gyula gróf belügyminiszter által a közigazgatási bíróságról szóló törvényjavaslat tervezésével bizatott meg és továbbra is megmaradt képviselőnek. Az egyházpolitikai szőnyegre kerülésével, a Szabadelvű Pártból, melyhez addig tartozott, 1894. január 10-én kilépve, heves ellenzéki magatartást fejtett ki, majd a nemzeti párthoz csatlakozott és 1896-ban újra megválasztották képviselőnek. Néhány évvel halála előtt visszavonult a politikától és mint közigazgatósági bíró működött. A Császárfürdőben élt magányosan, mert családja nem volt. Halálát szívszélhűdés okozta.

## Munkája
- A román kérdés és a magyar nemzetiségi politika. Bpest, 1894.
- Országgyűlési beszédei a Naplóban vannak.